# Christiane Bopp (Musikerin)
Christiane Bopp (* 1971 in Mulhouse) ist eine französische Posaunistin der klassischen Musik, die zunehmend auch im Jazz und der Improvisationsmusik tätig ist.

## Leben und Wirken
Bopp spielte zunächst im Harmonieorchester Posaune. Sie studierte diese am Konservatorium von Mulhouse, um dann ihre Ausbildung in Paris fortzusetzen, wo sie sowohl am CNSM von Paris (1. Preis für Posaune 1992 und für Kammermusik 1991) als auch an der Universität Paris X Nanterre (Neuere Literatur) Abschlüsse erwarb. Dann vervollständigte sie ihre Ausbildung durch das Studium der Barockposaune bei Franck Poitrineau und einige Kurse für zeitgenössische Improvisation, insbesondere bei Yves Robert.
Seit 1997 gehörte Bopp zu den Ensembles La Fenice (Jean Tubéry), Concerto vocale (René Jacobs), Elyma (Gabriel Garrido), Akademia, Il Giardino Armonico, Doulce Mémoire, dem Versailles Baroque Music Center, The Talens lyriques (Christophe Rousset) und Les Meslanges (Thomas van Essen), mit denen sie Alte Musik aufführte. Daneben wurde sie als Interpretin Neuer Musik bekannt und führte Werke von Vincent Bouchot, Etienne Rolin, Martin Matalon, Claude Barthélémy und weiteren Komponisten gemeinsam mit den Ensembles Ars Nova, Zellig, Berson-Aschour Duo und dem Orchester Poitou Charentes auf. In den letzten Jahren konzentrierte sie sich zunehmend auf Jazz und Improvisationsmusik und arbeitete in Projekten von Dominique Pifarély (Dédales), Marc Ducret (Chronicles of the Frozen Sea, Palm Sweat – Marc Ducret Plays the Music of Tim Berne), Joëlle Léandre (Can You Here Me), Kent Carter (Oratorios and Songs) sowie unter Leitung von Frédéric Maurin sowie Steve Lehman im Orchestre National de Jazz.
Bopp gründete das Projekt Les Cannibales mit Vincent Boisseau und Julien Padovani (2005–2008) und anschließend das Quartett Tenements of Clover (auf Gedichte von Emily Dickinson). Gemeinsam mit Jean-Marc Foussat, Makoto Sato und Jean-Luc Petit entstand das Album Barbares, im Trio mit Foussat und Emmanuelle Parrenin das Album Nature Still. 2018 veröffentlichte sie ihr Soloalbum Noyau de Lune, das sehr positiv von der Kritik aufgenommen wurde. Mit Bernard Santacruz und Bruno Tocanne legte sie 2024 das Album What About? vor.
Im Improvisationsbereich arbeitete Bopp weiterhin mit Bianca Iannuzzi und Denis Charolles sowie im Trio mit Charolles und Sophia Domancich. Sie begleitete auch Poeten wie Lucien Suel, Emmanuel Laugier, Claude Favre und Valerie Rouzeau beim Vortrag ihrer Texte. Sie ist weiterhin auf Alben von Ensemble Icosikaihenagone, Jazz Composers Allumés Orchestra, Le LObe, Les Damnés du Skeud, Songs for Six, Sylvain Kassap und The Rivière Ensemble zu hören.
Bopp unterrichtet zudem Posaune am Konservatorium von Poitiers.